# Markku Reijonen
Markku Reijonen (ur. 30 sierpnia 1952) – fiński skoczek narciarski. Najlepsze wyniki w Pucharze Świata osiągnął w sezonie 1981/1982, kiedy zajął 63. miejsce w klasyfikacji generalnej. 
Największym sukcesem tego skoczka jest 4. miejsce na mistrzostwach świata w lotach w Oberstdorfie.

## Mistrzostwa świata w lotach narciarskich
- Indywidualnie
  - 1981  Oberstdorf – 4. miejsce

## Puchar Świata

### Miejsca w klasyfikacji generalnej
| Sezon     | Miejsce |
| --------- | ------- |
| 1981/1982 | 63.     |

### Miejsca w poszczególnych konkursach indywidualnychPucharu Świata
| Źródło | Źródło                 | Źródło                 | Źródło        | Źródło        | Źródło  | Źródło       | Źródło      | Źródło      | Źródło       | Źródło    | Źródło       | Źródło       | Źródło       | Źródło      | Źródło          | Źródło          | Źródło          | Źródło              | Źródło              | Źródło  | Źródło  | Źródło  | Źródło        | Źródło        | Źródło | Źródło | Źródło | Źródło | Źródło | Źródło | Źródło | Źródło | Źródło | Źródło | Źródło | Źródło | Źródło | Źródło | Źródło | Źródło | Źródło | Źródło | Źródło | Źródło | Źródło | Źródło | Źródło | Źródło | Źródło |
| --- | ---------------------- | ---------------------- | ------------- | ------------- | ------- | ------------ | ----------- | ----------- | ------------ | --------- | ------------ | ------------ | ------------ | ----------- | --------------- | --------------- | --------------- | ------------------- | ------------------- | ------- | ------- | ------- | ------------- | ------------- | ------ | ------ | ------ | ------ | ------ | ------ | ------ | ------ | ------ | ------ | ------ | ------ | ------ | ------ | ------ | ------ | ------ | ------ | ------ | ------ | ------ | ------ | ------ | ------ | ------ |
| Sezon 1979/1980                                                                                                   |                        |                        |               |               |         |              |             |             |              |           |              |              |              |             |                 |                 |                 |                     |                     |         |         |         |               |               |        |        |        |        |        |        |        |        |        |        |        |        |        |        |        |        |        |        |        |        |        |        |        |        |        |
| Cortina d’Ampezzo                                                                                                 | Oberstdorf             | Garmisch-Partenkirchen | Innsbruck     | Bischofshofen | Sapporo | Sapporo      | Thunder Bay | Thunder Bay | Zakopane     | Zakopane  | Saint-Nizier | Saint-Nizier | Sankt Moritz | Gstaad      | Vikersund       | Engelberg       | Lahti           | Lahti               | Falun               | Oslo    | Planica | Planica | Štrbské Pleso | Štrbské Pleso | punkty |        |        |        |        |        |        |        |        |        |        |        |        |        |        |        |        |        |        |        |        |        |        |        |        |
| - | -                      | -                      | -             | -             | -       | -            | -           | -           | -            | -         | -            | -            | -            | -           | 16              | -               | 42              | 47                  | -                   | -       | -       | -       | -             | -             | 0      |        |        |        |        |        |        |        |        |        |        |        |        |        |        |        |        |        |        |        |        |        |        |        |        |
| Sezon 1980/1981                                                                                                   |                        |                        |               |               |         |              |             |             |              |           |              |              |              |             |                 |                 |                 |                     |                     |         |         |         |               |               |        |        |        |        |        |        |        |        |        |        |        |        |        |        |        |        |        |        |        |        |        |        |        |        |        |
| Oberstdorf | Garmisch-Partenkirchen | Innsbruck              | Bischofshofen | Harrachov     | Liberec | Sankt Moritz | Gstaad      | Engelberg   | Ironwood     | Ironwood  | Sapporo      | Sapporo      | Thunder Bay  | Thunder Bay | Chamonix        | Saint Nizier    | Lahti           | Lahti               | Falun               | Oslo    | Bærum   | Planica | Planica       | punkty        | punkty | punkty | punkty | punkty | punkty | punkty | punkty | punkty | punkty | punkty | punkty | punkty | punkty | punkty | punkty | punkty | punkty | punkty |        |        |        |        |        |        |        |
| - | -                      | -                      | -             | -             | -       | -            | -           | -           | -            | -         | -            | -            | -            | -           | -               | -               | 16              | 22                  | 35                  | -       | -       | -       | -             | 0             | 0      | 0      | 0      | 0      | 0      | 0      | 0      | 0      | 0      | 0      | 0      | 0      | 0      | 0      | 0      | 0      | 0      | 0      |        |        |        |        |        |        |        |
| Sezon 1981/1982                                                                                                   |                        |                        |               |               |         |              |             |             |              |           |              |              |              |             |                 |                 |                 |                     |                     |         |         |         |               |               |        |        |        |        |        |        |        |        |        |        |        |        |        |        |        |        |        |        |        |        |        |        |        |        |        |
| Cortina d’Ampezzo                                                                                                 | Oberstdorf             | Garmisch-Partenkirchen | Innsbruck     | Bischofshofen | Sapporo | Sapporo      | Thunder Bay | Thunder Bay | Sankt Moritz | Engelberg | Oslo         | Oslo         | Lahti        | Lahti       | Bad Mitterndorf | Bad Mitterndorf | Bad Mitterndorf | Szczyrbskie Jezioro | Szczyrbskie Jezioro | Planica | Planica | punkty  | punkty        | punkty        | punkty | punkty | punkty | punkty | punkty | punkty | punkty | punkty | punkty | punkty | punkty | punkty | punkty | punkty | punkty | punkty |        |        |        |        |        |        |        |        |        |
| 22 | 40                     | 43                     | 76            | 75            | -       | -            | 44          | 14          | -            | -         | -            | -            | 37           | 21          | -               | -               | -               | -                   | -                   | -       | -       | 2       | 2             | 2             | 2      | 2      | 2      | 2      | 2      | 2      | 2      | 2      | 2      | 2      | 2      | 2      | 2      | 2      | 2      | 2      |        |        |        |        |        |        |        |        |        |
| Legenda |                        |                        |               |               |         |              |             |             |              |           |              |              |              |             |                 |                 |                 |                     |                     |         |         |         |               |               |        |        |        |        |        |        |        |        |        |        |        |        |        |        |        |        |        |        |        |        |        |        |        |        |        |
| 1 2 3 4-10 11-15 poniżej 15 dq – dyskwalifikacja q – zawodnik nie zakwalifikował się - – zawodnik nie wystartował |                        |                        |               |               |         |              |             |             |              |           |              |              |              |             |                 |                 |                 |                     |                     |         |         |         |               |               |        |        |        |        |        |        |        |        |        |        |        |        |        |        |        |        |        |        |        |        |        |        |        |        |        |